# Энгельгардт, Екатерина Васильевна
Екатери́на Васи́льевна Энгельга́рдт (в первом браке — графи́ня Скавро́нская, во втором — графиня Ли́тта; 1761 — 1829, Санкт-Петербург) — одна из племянниц светлейшего князя Потёмкина, жена графов П. М. Скавронского (первый брак) и Джулио Литта (второй брак). Кавалерственная дама ордена Святой Екатерины (1797 и 1809) и Ордена Св. Иоанна Иерусалимского большого креста (1798).

## Биография

### Происхождение
Екатерина Васильевна родилась, предположительно, в 1761 году и являлась младшей дочерью в семье Елены Александровны Потёмкиной (ум. 1775) и смоленского помещика Василия Андреевича Энгельгардта (ум. ок. 1794).

### Отношения с Потёмкиным
В 1776 году, когда её дядя, всесильный князь Потёмкин, был на вершине фавора, Екатерина Васильевна вместе с сёстрами Александрой, Варварой, Надеждой и младшей, Татьяной, была привезена в Санкт-Петербург и стала фрейлиной императрицы. Девушки жили в доме своего дяди и, как утверждали современники, каждая из них пользовалась его особого рода благосклонностью, но Екатерину он любил дольше всех:

Она всех сестер была пригожее и дядюшка в нее влюбился; влюбиться на языке Потёмкина означало наслаждаться плотью. Любовные его интриги оплачивались от казны милостью и разными наградами, кои потом обольщали богатых женихов и доставляли каждой племяннице, сошедшей с ложа сатрапа, прочную фортуну— И. М. Долгорукий
«Способ, каким князь Потёмкин покровительствует своим племянницам, — писал на родину французский посланник Корберон, — даст вам понятие о состоянии нравов в России». Сохранившаяся переписка, которую можно найти в публикациях историка Саймона Монтефиоре, свидетельствует об истинности этих слухов. Все племянницы Потёмкина, счастливо выданные замуж и ставшие матерями многочисленных семейств, боготворили и обожали дядюшку до конца жизни.
Императрица Екатерина II, любовные отношения которой с Потёмкиным были уже в стадии охлаждения, несмотря на то, что дружеские чувства оставались так же сильны, покровительствовала барышням. В 1777 году, когда Екатерина Васильевна только появилась при дворе, в неё серьёзно влюбился побочный сын императрицы и Орлова, граф Бобринский, что очень позабавило его мать, которая шутила по этому поводу в письмах к светлейшему князю.
В конце 1779 года Екатерина оказалась беременной и отправилась вместе со старшей сестрой Варварой, уже выданной замуж за Сергея Голицына, в Европу. Портретистка Элизабет Виже-Лебрён вспоминала о Екатерине Скавронской:

Знаменитый Потёмкин, её дядя, осыпал Скавронскую бриллиантами, которым она не находила применения. Высшим счастьем её было лежать на кушетке, без корсета, закутавшись в огромную чёрную шубу. Свекровь присылала ей из Парижа картонки с самыми восхитительными творениями Mlle Bertin, портнихи Марии-Антуанетты. Но я не верю, что графиня открыла хотя бы раз хоть одну из них, и когда свекровь выражала желание увидеть невестку в одном из этих восхитительных платьев и шляпок, она отвечала: „Для чего, для кого, зачем?“. То же самое она сказала мне, показывая шкатулку с драгоценностями, среди которых были совершенно невообразимые вещи. Там были огромные бриллианты, подаренные ей Потёмкиным, но которых я на ней никогда не видела. Как-то она мне сказала, что чтобы засыпать, она держит под кроватью раба, который каждую ночь рассказывает ей одну и ту же историю. Днём она была абсолютно праздной. Она была необразованной, и беседы с ней были незанятными. Но при этом, благодаря восхитительному лицу в сочетании с ангельской кротостью, её очарование было неотразимым.

### Первый брак

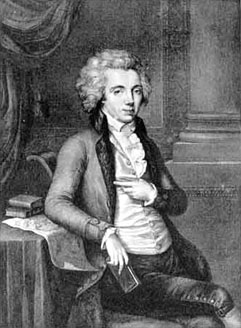
Павел Мартынович Скавронский

Павел Мартынович Скавронский (1757—1794), последний мужской представитель рода Скавронских и обладатель колоссального состояния, но не отличавшийся глубоким умом, влюбился в неё и, несмотря на то, что связь Екатерины с дядюшкой была известна, предложил ей руку и сердце. Потёмкина он устраивал своим мягким характером. Свадьба состоялась 10 ноября 1781 года. Вскоре после этого Екатерина сопровождала великого князя Павла и его супругу, Марию Фёдоровну, в поездке по Европе.
Екатерина Скавронская, вероятно, ещё долго оставалась любовницей Потёмкина, несмотря на замужество. 

«Между нею и её дядей всё по-старому, — доносил Кобенцль Иосифу II. — Муж очень ревнует, но не имеет смелости этому воспрепятствовать».
 И через несколько лет после свадьбы Скавронская была «хороша, как никогда», и по-прежнему оставалась «любимой султаншей своего дяди».
В 1784 году Потёмкин устроил назначение Скавронского на место посла в Неаполь, в страну обожаемых им маэстро. Екатерина, однако, не сразу отправилась в Италию вместе с супругом, и тому приходилось наслаждаться итальянской оперой одному, а Потёмкин, тем временем, мог наслаждаться обществом своей смиренной родственницы в Петербурге. В конце концов, Екатерине всё же пришлось уехать; впрочем, ненадолго.
Письма её мужа светлейшему — шедевры подобострастия. Выражая свою благодарность и вечную преданность, Скавронский умолял князя помочь ему избежать дипломатических ошибок.
Через некоторое время Екатерина последовала за мужем, назначенным посланником в Неаполь в 1784 году, и уехала в Италию. Пара имела двоих дочерей — Екатерину Багратион и Марию Пален, в будущем также ставших известными свободной личной жизнью.
В Статс-дамы пожалована 17 августа 1786 года, по просьбе князя Потёмкина. В 1788 году вместе с сестрой Александрой Браницкой навещала дядюшку, осаждавшего Очаков. В 1787 году вместе с той же сестрой находилась в свите императрицы, отправившейся в путешествие в Тавриду навестить Потёмкина.
После смерти супруга вернулась в Россию. Павел I в день своей коронации пожаловал её кавалерственной дамой.

### Второй брак

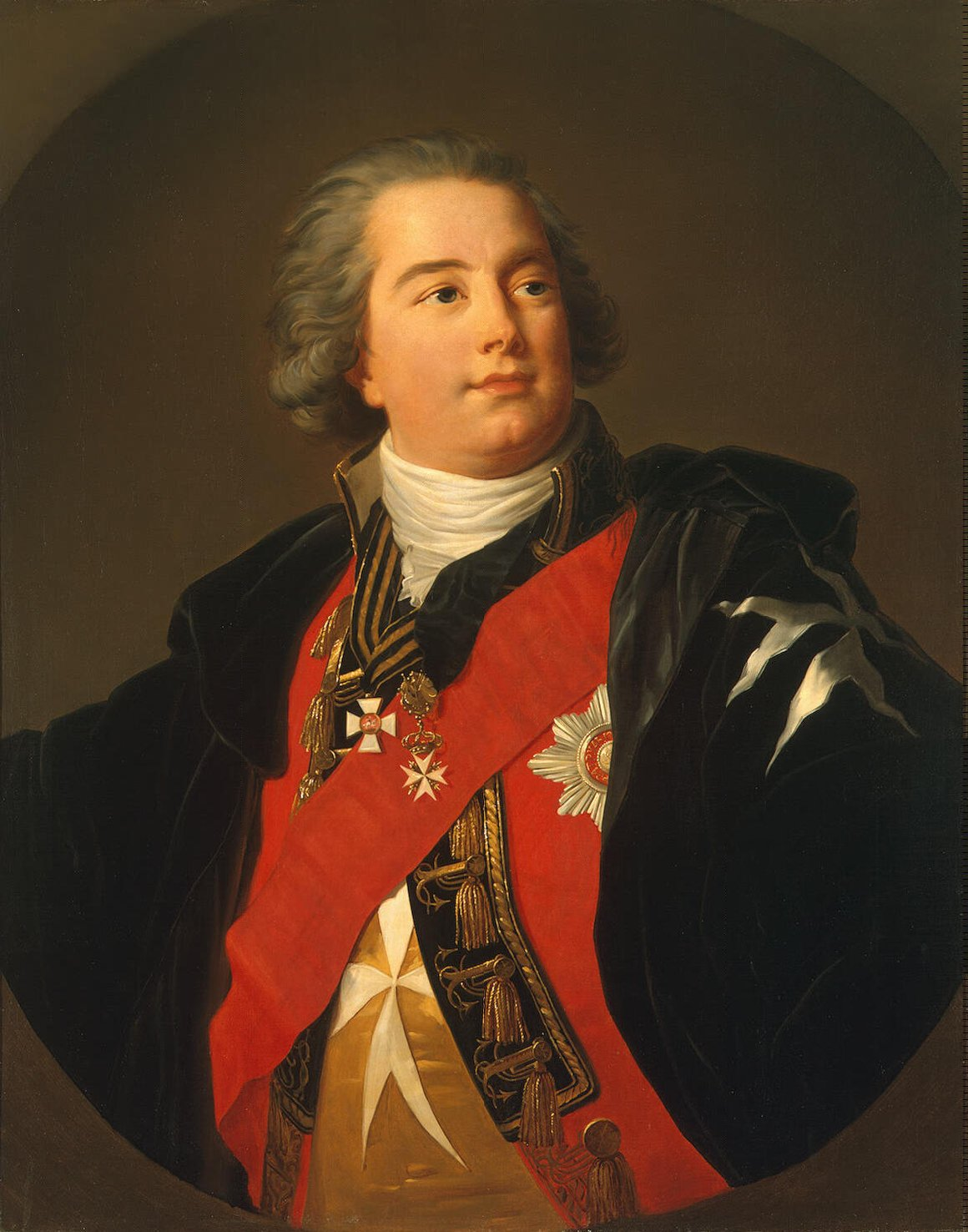
Юлий Помпеевич Литта

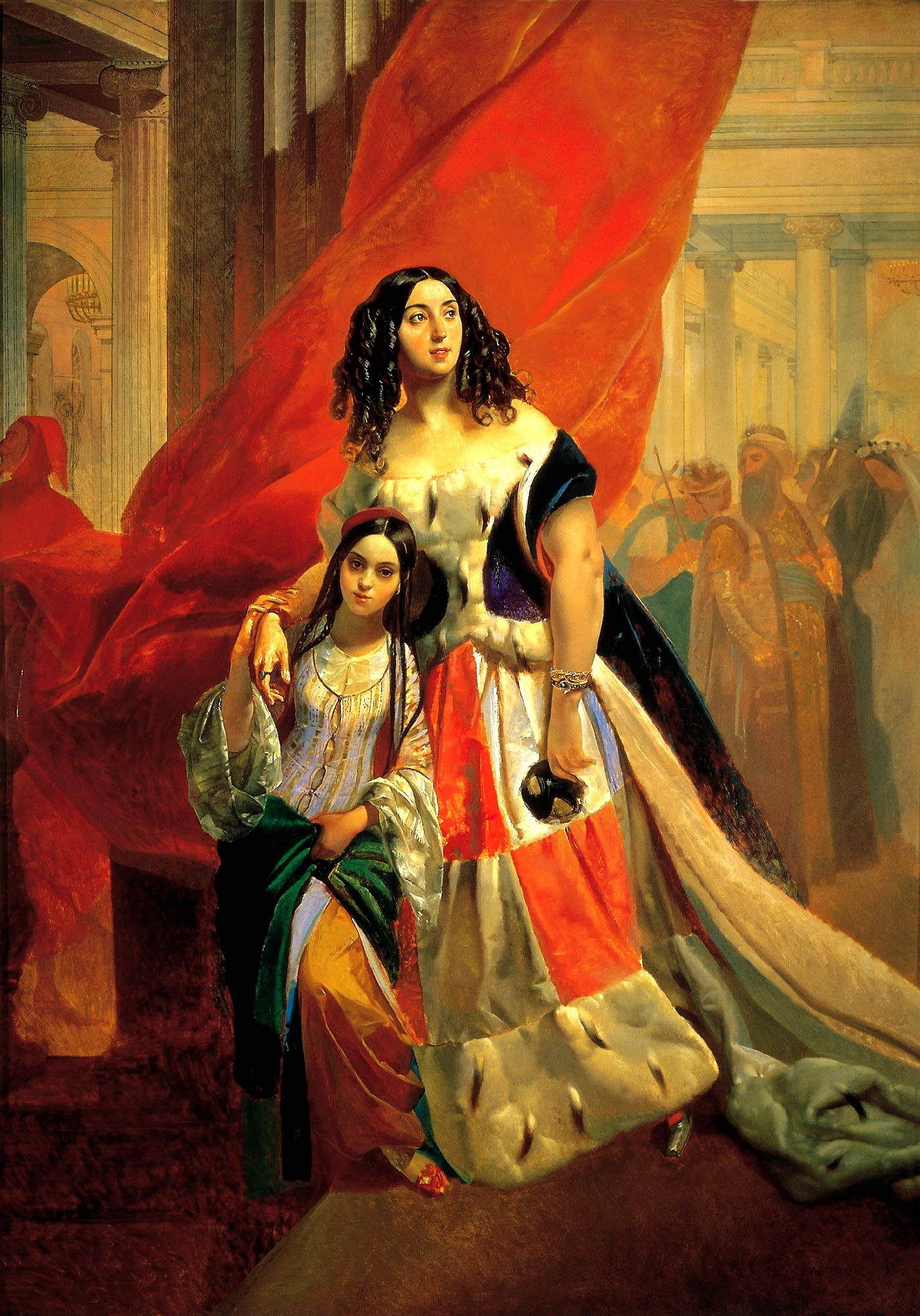
Внучка Екатерины Юлия на знаменитой картине Брюллова

Вероятно, ещё в Италии она познакомилась с мальтийским кавалером на русской службе — графом Джулио Литта, называемым в России «Юлием Помпеевичем». По личной просьбе императора Павла I папа римский Пий VI снял с графа обет безбрачия, который Литта давал при вступлении в орден, и он стал вторым мужем Екатерины. Они поженились в 1798 году, когда ей было 37 лет.
После свадьбы (14 декабря 1798 года) Екатерине был пожалован орден Святого Иоанна Иерусалимского, в 1809 году орден Святой Екатерины 1-й степени, в 1824 году она получила звание гофмейстерины. До самых последних дней жизни она сохранила свою чарующую приветливость. Впервые видевшая графиню Литта в 1817 году императрица Александра Фёдоровна, описывала её ещё красавицей: «она была белолицая, пухленькая, с детскою улыбкою».
Графиня Литта скончалась 7 февраля 1829 года, незадолго до смерти супруга. Погребена в церкви Св. Духа Александро-Невской лавры.
Как утверждают, Литта имел роман со своей падчерицей, Марией Пален. Действительно, дочь Марии — Юлия Пален — не только имела явные черты сходства со вторым мужем своей бабки, но и воспитывалась в его доме, после того как Мария бросила Палена и уехала в Париж. Кроме того, ей же Литта завещал практически всё своё состояние.
По утверждению Петербургского некрополя (Т. 2. — С. 675), скончалась 7 (19) февраля 1829 года и была похоронена в Духовской церкви Александро-Невской лавры.